# Славен Римац
Славен Римац (Загреб, 19. децембар 1974) бивши је хрватски кошаркаш, а садашњи кошаркашки тренер. Тренутно је главни тренер Сплита.

## Играчка каријера
Кошарку каријеру започео је у дресу Дубраве. Као кадет је отишао у загребачку Цибону и тамо започео своју професионалну каријеру. Најдужи стаж имао је управо у Цибони, у којој је играо од 1990. до 1998. и од 2002. до 2004. године. Остали клубови у којима је играо су Тофаш, Хувентуд, Милано, Македоникос, АЕК, Азовмаш, Париз, Цедевита, СТБ Ле Авр и По Ортез. У сезони 1996/97. био је водећи играч у Евролигу по проценту успешности слободних бацања (93,1%).
Био је члан кошаркашке репрезентације Хрватске на Олимпијским играма 1996. у Атланти и на Европском првенству 1997. у Шпанији.

## Тренерска каријера
У јесен 2013. преузео је тренерску клупу загребачке Цибоне, и са њима је освојио АБА лигу, упркос тешкој финансијској ситуацији. Две године касније, због слабијих резултата добија отказ.
У јулу 2019. је постављен за тренера новоформиране Цедевите Олимпије. На клупи клуба из Љубљане се задржао до 27. јануара 2020, када је добио отказ након четири узастопна пораза у АБА лиги.

## Успеси

### Играчки
- Цибона:
  - Првенство Хрватске (8): 1991/92, 1992/93, 1993/94, 1994/95, 1995/96, 1996/97, 1997/98, 2003/04.
  - Куп Хрватске (2): 1995, 1996.
- Тофаш:
  - Првенство Турске (2): 1998/99, 1999/00.
  - Куп Турске (2): 1999, 2000.

### Тренерски
- Цибона:
  - Јадранска лига (1): 2013/14.
- Цедевита:
  - Куп Хрватске (1): 2019.